# Horváthné Fazekas Erika
Horváthné Fazekas Erika (Szeghalom, 1958. augusztus 3. –) Rátz Tanár Úr-életműdíjas, matematika–fizika szakos tanár, mesteroktató. Publikációkban nevét H. Fazekas Erika alakban is használja.

## Életpályája
Születésétől kezdve 18 éven át Vésztőn élt, ott is érettségizett az azóta megszűnt Vésztői Gimnáziumban. Ezt követően Szegeden, a Juhász Gyula Tanárképző Főiskolán matematika–fizika szakos általános iskolai tanári oklevelet szerzett 1981-ben.
Békéscsabán, a Szabó Pál Téri Általános Iskolában kezdett el tanítani, majd 1986-ban családjával Nagybánhegyesre költözött és az ottani általános iskolában tanított. Az 1990-től él Szegeden, itt egy tanéven át a Rókusi 1. számú Általános Iskola tanára volt. 1991-től a SZTE Juhász Gyula Gyakorló Általános és Alapfokú Művészeti Iskolájában (illetve jogelődjeiben) dolgozik. Matematikát, fizikát és természetismeretet tanít, illetve szakvezető tanár fizikából. Tanári és szakvezetői munkájával párhuzamosan 2016-tól a Szegedi Tudományegyetem Juhász Gyula Pedagógusképző Kar Általános és Környezetfizika Tanszékének mesteroktatója, fizika szakmódszertant tanít.
Rendszeresen részt vett különféle továbbképzéseken. A Szegedi Tudományegyetemen 2008-ban közoktatási vezetői oklevelet, 2011-ben főiskolai végzettsége mellé okleveles fizikatanári diplomát is szerzett. 2016-ban mestertanári minősítést kapott fizikából.
A tehetséggondozásban is jelentős szerepet vállalt. Tanítványai az országos szervezésű fizikaversenyeken (Öveges József Fizikaverseny, Jedlik Ányos Fizikaverseny) rendszeresen kiváló eredményeket értek el.
1981 óta tagja az Eötvös Loránd Fizikai Társulatnak, a társulat Általános Iskolai Oktatási Szakcsoportjának vezetőségében 2007 óta dolgozik. Rendszeresen részt vett a fizikatanári ankétokon, ezeken több műhelyfoglalkozást vezetett. Néhány ankét megszervezésében és lebonyolításában is szerepet vállalt. Számos egyéb fizikatanítással kapcsolatos rendezvény, előadás, kísérleti bemutató, tanulmányi verseny szervezője, közreműködője volt, rendszeresen publikál.

## Publikációi

### Könyvek
- Fizika zsebkönyv általános iskolásoknak, (társszerzővel), Szeged, Mozaik Oktatási Stúdió, 1993, ISBN 963805722X
- A természetismeret tanításának egy lehetséges módja az 5. osztályban, (társszerzőkkel), Hagyományok és újítások a pedagógiában – tanulmánykötet, Szeged, Szegedi Tudományegyetem Juhász Gyula TFK, 2003. ISBN 9632068688
- A természetismeret tanításának egy lehetséges módja az 5. és a 6. osztályban, (társszerzőkkel), Mit? Kinek? Hogyan? – Vezetőtanárok I. Országos Módszertani Konferenciája; Konferenciakötet, Szeged, Gyakorlóiskolák Iskolaszövetsége, 2003, ISBN 9639511439
- Erdei Iskola – Integrált oktatás, (társszerzőkkel), Mit? Kinek? Hogyan? – Vezetőtanárok II. Országos Módszertani Konferenciája; Konferenciakötet, Baja, Gyakorlóiskolák Iskolaszövetsége, 2004, ISBN 9632170253
- A természetismeret integrált tanításának hatásai a 7. osztályos fizika, földrajz, biológia tantárgyak tanítására, (társszerzőkkel) Mit? Kinek? Hogyan? – Vezetőtanárok III. Országos Módszertani Konferenciája; Konferenciakötet, Budapest, Gyakorlóiskolák Iskolaszövetsége, 2006, ISBN 9630609657

### Folyóiratcikkek (válogatás)
- Többet, jobban, könnyebben : a szegedi IMOSOFT Kft. Mozaik Oktatási Stúdió legújabb fizika tárgyú kiadványairól, Iskolakultúra, 1992/5. 60–64. oldal.
- Tanmenetjavaslat a „Fizika 12 éveseknek” c. tankönyvhöz, (társszerzővel), A fizika tanítása,1993/2. 19–22. oldal.
- Tanmenetjavaslat a „Fizika 13 éveseknek” c. tankönyvhöz, (társszerzővel), A fizika tanítása,1993/3. 20–23. oldal.
- Tanmenetjavaslat a „Fizika 14 éveseknek” c. tankönyvhöz, (társszerzővel), A fizika tanítása,1993/4. 19–23. oldal.
- A gombostűtől a fékrendszerig, (társszerzővel), A fizika tanítása, 2006/5. 29–33. oldal.
- A puha léggömbtől a kemény tojásig, (társszerzővel), A fizika tanítása, 2007/1. 15–20. oldal.
- Az Öreg Hölgy és a fizika, (társszerzővel), A fizika tanítása, 2007/3. 11–22. oldal.
- Az ötvenedik középiskolai ankét Szegeden,  (társszerzővel), Fizikai Szemle, 2008/2. 70–72. oldal. → A cikk
- A XXXII. Országos Általános Iskolai Fizikatanári Ankét és Eszközkiállítás, (társszerzővel), Fizikai Szemle, 2009/2. 72–75. oldal. →  A cikk

## Díjai, kitüntetései
- Pro Iuventute I. (1996)
- Mikola Sándor-díj (2004)
- Pro Iuventute Emlékplakett (2007)
- Ericsson-díj (2007)
- Rátz Tanár Úr-életműdíj (2019)